# 평화와 참여로 가는 인천연대
평화와 참여로 가는 인천연대는 인천 지역 사회 단체이다. 1996년 6월 10일 창립하였다.

## 개요
1996년 창립한 이 단체는 부평 미군부대 땅 찾기, 계양산 골프장 반대운동, 미군 장갑차 여중생 압사 사건과 관련한 촛불집회, 한미자유무역협정 반대운동 등에 참여하였다. 인천시 각 구에 지부를 운영하고 있으며 시민을 대상으로 인천시민학교를 정기적으로 열고 있다.

## 활동

### 부평 미군부대 땅찾기
평화와 참여로 가는 인천연대는 창립 초기부터 부평지역 미군부대의 철수를 요구해 왔다. 2007년 미군부대가 평택으로 이전하게 됨에 따라 부평 미군부대의 부지는 반환하게 되었으나 땅의 사용 용도를 놓고 인천시와 마찰을 빚어왔다. 최근 인천시는 당초 계획하였던 인근 아파트 부지를 위한 학교 및 주차장 계획을 철회하고 이 땅을 자연녹지 시민공원으로 사용하기로 하였다.

### 최근 활동
- 2007년 인천시 계양구의회는 의정비 인상을 위해 인터넷 여론을 조작해 물의를 빚었다. 평화와 참여로 가는 인천연대 계양지부는 다른 사회 단체와 함께 이와 관련하여 지속적 문제를 제기하였고 계양구의회 의장은 임기를 한 달여 앞둔 2008년 5월 23일 사퇴하였다.[4]